# Un show-room, un Gobierno en funciones y un mariquita negador
Un show-room, un Gobierno en funciones y un mariquita negador es el primer episodio de la décima temporada de la serie de televisión La que se avecina. Su primer pase en televisión fue en Telecinco el 4 de octubre de 2017, estrenándose con un 24,2% de cuota de pantalla y 3.618.000 espectadores.

## Argumento
El cargo de presidente de Vicente ha finalizado, como era de esperar ningún vecino quiere ser el nuevo presidente de la comunidad, por eso deciden amañar el sorteo para que Bruno Quiroga sea el nuevo presidente de la comunidad. Teodoro sigue recuperándose del disparo que recibió por parte del sicario que había contratado Maite para matar a Amador. Chusa para ganarse un dinero extra empieza a limpiar la casa de Bruno aunque también hará de psicóloga tras la marcha de Judith, el piso de la misma ahora es ocupado por "El Morcillo", Yoli y Menchu, que deciden preparar un desfile en su casa para las vecinas y todas sus conocidas, a lo que lo llaman "Show room". Antonio vive en el Bajo B con Enrique y empieza a sentir cosas por su amigo, se someten a una prueba para ver si ambos son gais pero se demuestra que no lo son. Nines y Coque no atraviesan su mejor momento y la llegada de los padres de Nines no mejorará la relación, es así que Coque se instala también en el Bajo B con sus amigos cortando su relación con Nines. Raquel y Diego regresan de China porque Fina se ha escapado de la institución donde estaba recluida. Coque decide cogerse vacaciones ya que le pertenecen 104 días, dejando a la comunidad sin conserje.

## Reparto

### Principal
- Ricardo Arroyo - Vicente Maroto
- Pablo Chiapella - Amador Rivas
- José Luis Gil - Enrique Pastor
- Macarena Gómez - Lola Trujillo
- Nacho Guerreros - Coque Calatrava
- Miren Ibarguren - Yoli Morcillo
- Eva Isanta - Maite Figueroa
- Loles León - Menchu Carrascosa
- Petra Martínez - Fina Palomares
- Cristina Medina - Nines Chacón
- Luis Merlo - Bruno Quiroga
- Antonio Pagudo - Javier Maroto
- Víctor Palmero - Alba Recio
- Vanesa Romero - Raquel Villanueva
- Jordi Sánchez - Antonio Recio
- Nathalie Seseña - Berta Escobar
- Ernesto Sevilla - Teodoro Rivas
- Fernando Tejero - Fermín Trujillo

### Con la colaboración especial de
- Paz Padilla - La Chusa

### Episódico
- Carlota Boza - Carlota Rivas
- Álvaro Giraldo - Amador Junior (Pollete)
- Aitana Villacieros - Úrsula Maroto
- Jesús Olmedo - Diego Palomares
- Lolita Flores - Carmen Villanueva[2]
- Manuel Morón - Gervasio Chacón